# ビッグアイ・サンド・タイガー
ビッグアイ・サンド・タイガー Odontaspis noronhai （英: Bigeye sand tiger）は、ネズミザメ目オオワニザメ科に属するサメ。非常に珍しい種。暖かい海の深海に生息する。全長3.7 m。同属のオオワニザメ O. ferox に似るが、歯の形状が異なる。繁殖様式は卵食型の胎生と予想される。
1955年、G. E. Maul によって初記載された。模式標本となった全長1710 mmの雌の個体は、マデイラ沖水深約800 - 1,000 mから釣り上げられたものだという。学名の種小名noronhai はFunchal 博物館の館長 Adolfo César de Noronha という人物の名前に由来する。

## 分布
分布域は全世界の暖海域と考えられるが、わずかな記録しかなく部分的にしか分かっていない。大西洋からはブラジル沖、マデイラ（ポルトガル）、メキシコ湾、太平洋ではハワイ、沖縄県周辺から報告がある。インド洋では未確認。沿岸域から外洋まで、主に深海に生息しており、水深60 - 1,000 m（あるいはそれ以上）に生息する。

## 形態

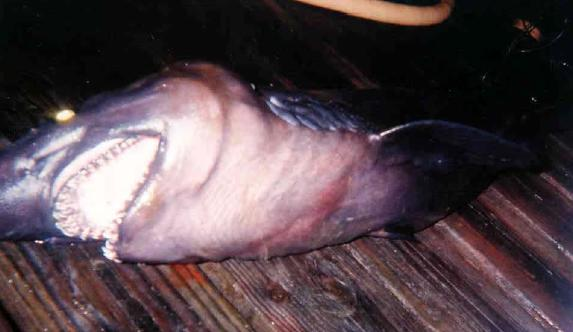

最大全長は、雄367 cm、雌327 cm。体型は太い流線型。体色は全身が濃褐色やチョコレートブラウンで赤味がかっていることもある。眼は大きい。第一背鰭先端にはしばしば白色斑がみられる。第二背鰭は第一背鰭に比べてあきらかに小さい。歯は副咬頭が主咬頭の両側に一つずつあり、副咬頭が複数あるオオワニザメと異なる。

## 生態
主に深海に生息するが、夜間は表層まで浮上し、昼間は深場に戻るという日周鉛直移動を行うと考えられている。回遊あるいは季節移動を行う可能性が示唆されている。
食性や繁殖に関してはほとんど知られていない。胃内容物にイカの嘴と魚の耳石が入っていたという報告がある。繁殖様式はネズミザメ目で多くみられる卵食型の胎生と予想されている。